# Faʻahia
Koordinaten: 16° 42′ 34″ S, 151° 2′ 16″ W
Faʻahia, manchmal auch als Vaitoʻotia bezeichnet, ist eine archäologische und paläontologische Fundstelle im Norden der Insel Huahine in den Gesellschaftsinseln, Französisch-Polynesien. Sie liegt 600 m nordwestlich der Hauptstadt Fare in der Baie de Cook. Ihr stratigraphisches Alter wird auf den Zeitraum zwischen 700 und 1200 n. Chr. datiert. Dadurch, dass der größte Teil der Stelle unter Wasser liegt, sind die Artefakte, die aus organischem Material bestehen, gut erhalten geblieben. Hierzu zählen unter anderem Axtgriffe, Kanuteile und Patus. Auch als paläontologische Fundstelle genießt Faʻahia internationalen Ruf. Subfossile Vogelknochen sind gut erhalten und lieferten neue Informationen über die Avifauna der Insel Huahine, zu der Zeit als sie von Menschen besiedelt wurde. Mehrere Ausgrabungen wurden zwischen 1973 und 1984 vom US-amerikanischen Anthropologen Yosihiko H. Sinoto vom Bernice P. Bishop Museum geleitet, der damit aufzeigen konnte, dass selbst kleine Inseln einen großen Reichtum an Vogelarten aufwiesen.

## Avifauna
Die subfossilen Überreste verschiedener Vogelarten repräsentieren solche, die von den frühen polynesischen Siedlern wegen ihres Fleisches, ihrer Knochen und ihrer Federn gejagt wurden. Weltweit ausgestorbene Arten, die von der Fundstelle Faʻahia bekannt sind, umfassen die Rallenarten Gallirallus storrsolsoni und Porphyrio mcnabi, die Taubenarten Gallicolumba nui und Macropygia arevarevauupa, die Papageienarten Vini sinotoi und Vini vidivici, den Huahine-Star (Aplonis diluvialis) sowie die Huahine-Möwe (Chroicocephalus utunui). Zu den Überresten von örtlich verschwundenen Arten zählen der Langschnabel-Rohrsänger (Acrocephalus caffer), der Mangrovereiher (Butorides striata), das Südsee-Sumpfhuhn (Porzana tabuensis), die Tahititaube (Gallicolumba erythroptera), die Marquesasfruchttaube (Ducula galeata), die Aurorafruchttaube (Ducula aurorae), der Keilschwanz-Sturmtaucher (Puffinus pacificus), der Weihnachtssturmtaucher (Puffinus nativitatis), der Audubonsturmtaucher (Puffinus lherminieri), der Tahitisturmvogel (Pseudobulweria rostrata), der Phönixsturmvogel (Pterodroma alba), der Trinidadsturmvogel (Pterodroma arminjoniana), der Weißbauchtölpel (Sula leucogaster), der Rotfußtölpel (Sula sula), der Bindenfregattvogel (Fregata minor), der Arielfregattvogel (Fregata ariel) und die Weißkopfnoddi (Anous minutus).